# Venezuela ai Giochi della XV Olimpiade
Il Venezuela ha partecipato ai Giochi della XV Olimpiade, svoltisi ad Helsinki, dal 19 luglio al 3 agosto 1952,  
con una delegazione di 38 atleti, di cui 2 donne, impegnati in 8 discipline,
aggiudicandosi 1 medaglia di bronzo.

## Medagliere
| Medaglia | Atleta           | Sport            | Evento       |
| -------- | ---------------- | ---------------- | ------------ |
| Bronzo   | Asnoldo Devonish | Atletica leggera | Salto triplo |